# Thomas Campion
Thomas Campion (Londra, 12 febbraio 1567 – Londra, 1º marzo 1620) è stato un compositore, poeta e medico inglese.

## Biografia
Campion nacque a Londra, figlio di John Campion, che lavorava alla corte, e di Lucy Searle, figlia di Laurence Searle, uno dei sergenti della regina. Alla morte del padre di Campion nel 1576, sua madre sposò Augustine Steward.
Campion studiò a Cambridge, anche se abbandonò l'istituto prima di terminare il corso di studio. Il suo secondo indirizzo universitario fu la giurisprudenza, a partire dal 1586, ma ottenne la laurea in un'altra disciplina ancora, presso la facoltà di medicina all'Università di Caen.
Campion si mise in evidenza dapprima come poeta nel 1591 con cinque suoi lavori apparsi in una edizione intitolata Astrophel and Stella di Sir Philip Sidney.
La sua raccolta intitolata Songs of Mourning: Bewailing the Untimely Death of Prince Henry (1613), fu riadattata in musica da John Cooper. Scrisse numerosi poemi ed anche un saggio sulla poesia intitolato Observations in the Art of English Poesie (1602), nel quale criticò la pratica della rima in poesia e partecipò quindi alla polemica diffusa ai suoi tempi sulla necessità di adeguare i principi riguardanti le norme metriche inglesi a quelli greci e latini.
La sua presa di posizione sul modello poetico da seguire indusse Samuel Daniel ad una strenua difesa della rima, apparsa nel suo Defence of Rhyme
Mostrando una scarsa coerenza con le sue teorie, Campion compose liriche regolarmente rimate, ottenendo peraltro pregevoli livelli di eleganza e musicalità.
Campion compose oltre un centinaio di canzoni per liuto incluse nei quattro volumi Books of Airs ("Libri di melodie"), pubblicati per la prima volta nel 1601 e ultimati nel 1617.
Fu anche autore di alcuni masques, inclusi Lord Hay's Masque interpretata nel 1607, Somerset Masque e The Lord's Masque ultimati nel 1613.
Nel 1615 pubblicò un libro di teoria musicale intitolato A New Way of Making Fowre Parts in Counterpoint By a Most Familiar and Infallible Rule ("Nuovo modo di comporre quattro parti nel contrappunto").
Rimase in qualche modo coinvolto nel celebre venificio di Sir Thomas Overbury, eseguito da sicari della contessa di Essex.
Campion morì a Londra a causa di una grave malattia infettiva.